# Космос-2312
Космос-2312 је један од преко 2400 совјетских вјештачких сателита лансираних у оквиру програма Космос.
Космос-2312 је лансиран са космодрома Плесецк, Русија, 24. маја 1995. Ракета-носач Молнија је поставила сателит у орбиту око планете Земље. Маса сателита при лансирању је износила 1900 килограма. Космос-2312 је био сателит за рано упозоравање на појаву интерконтиненталних балистичких ракета.